# 拉平拉赫蒂医院

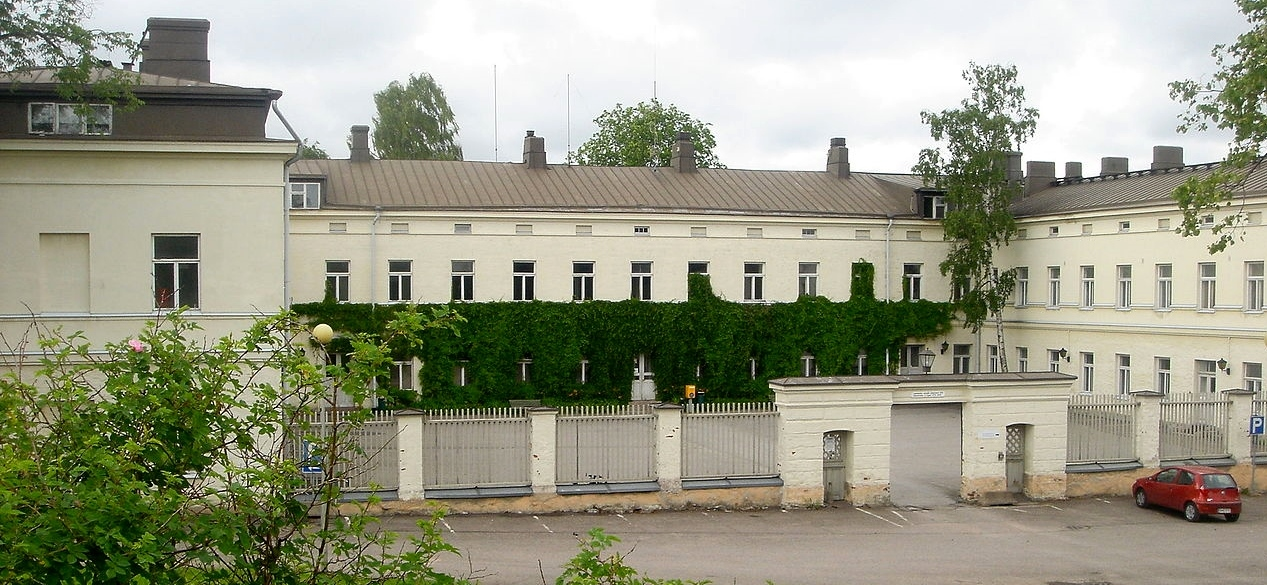
拉平拉赫蒂医院大门

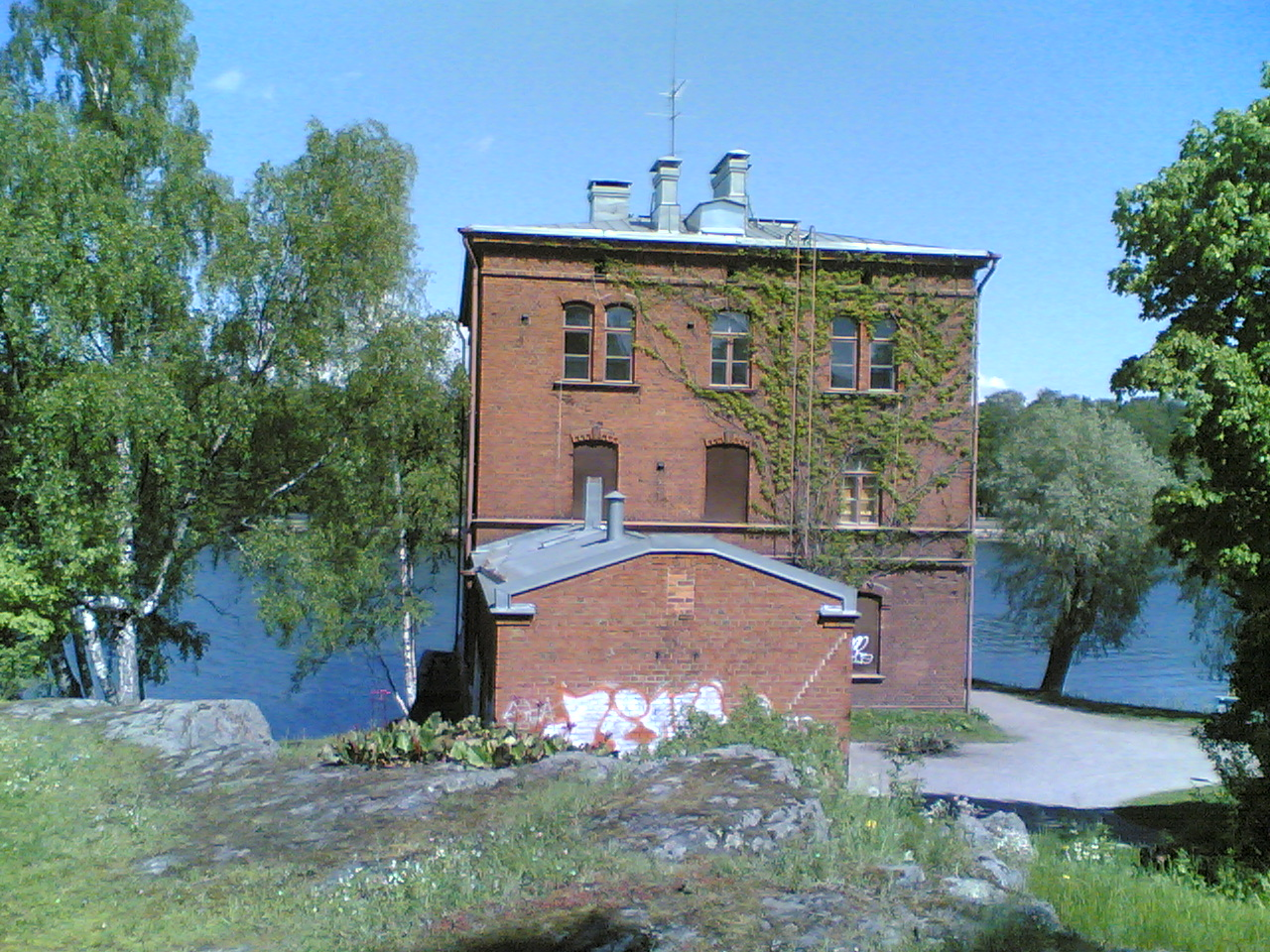
医院的附属建筑

拉平拉赫蒂医院（芬蘭語：Lapinlahden sairaala）是芬兰第一家专设的精神病院，也是欧洲最早的专门为精神病治疗康复而修建的医护疗养建筑之一。医院位于赫尔辛基拉平拉赫蒂区的海边，毗邻希耶塔涅米墓园。
医院由卡尔·卢德维格·恩格尔设计，并在1841年完工。整个建筑作为医院的用途已有160年的历史。
从最初开始医院周围就有宽阔的花园地带。后来由于修建西部入城高速路而占用了一些，但大部分花园地带还是得以保存。

## 医疗业务的停止
当医疗部门在2008年12月19日搬走之后，拉平拉赫蒂医院的医疗业务也随之停止了。
与其他人员一道，一些学生开始占领了闲置建筑的一部分。他们的诉求是闲置的医院区域应该得到更好的利用。赫尔辛基市准备把该区域给市政府的社会服务部使用，并开始维修该建筑。但是2013年市议会并没有把该医院列为十年投资规划中。于是市政府开始为该建筑的出售或出租做准备。
2015年赫尔辛基市和一些民间机构签署了有关拉平拉赫蒂医院使用用途的出租协议。空闲的建筑空间可以提供一些精神保健服务和出租给艺术家及企业作为创作室或办公室用途。出租协议是定期合同，赫尔辛基市政府继续考虑出售该建筑的可能性。

## 与此相关的知名人士
芬兰著名作家阿莱克西斯·基维曾是该医院的病人。